# Los pingüinos de Madagascar (película)
Los pingüinos de Madagascar es una película estadounidense de Animación por ordenador, producida por DreamWorks Animation y distribuida por 20th Century Fox. Fue estrenada el 26 de noviembre de 2014 en Estados Unidos.

## Sinopsis
Los intrépidos y valerosos pingüinos, Skipper, Kowalski, Rico y Cabo, regresan a la acción y ahora deben unir sus fuerzas con la organización secreta de espionaje de la más alta tecnología y elegancia de Ráfaga Polar, liderada por el lobo "Clasificado" y su equipo, Eva, el cerebro, Montaña, la fuerza y Mecha Corta, la foca experta en explosivos y demoliciones, para detener los diabólicos planes del malvado Dave el pulpo que se puede transformar en una persona, el Dr. Octavio Salitre, de convertir a los pingüinos en monstruos horripilantes debido a experiencias que paso cuando llegaron los cuatro intrépidos pingüinos al zoológico de Central Park en Nueva York cuando todos lo olvidaron debido a su llegada.

## Argumento
En la Antártida, tres jóvenes hermanos pingüinos, Skipper, Kowalski y Rico, desafían las leyes de la naturaleza para salvar un huevo que los otros pingüinos creen que está condenado. Después de rescatarlo de una manada de focas leopardo y colarse accidentalmente a la deriva en un iceberg, el huevo se convierte en su nuevo miembro, Cabo. Todo esto ocurre antes de los eventos de la primera película.
Diez años más tarde (después de los eventos de la tercera película), los pingüinos  deciden abandonar el circo para celebrar el cumpleaños de Cabo entrando al depósito de oro de los Estados Unidos, Fort Knox, con el fin de darle un refrigerio llamado "Cheezy Dibbles" ("Quesitos" en español) en la máquina expendedora de su sala de descanso. A pesar de esto, Cabo comienza a sentirse fuera de lugar con el equipo, ya que se le describe constantemente como el "secretario/mascota". De repente son capturados por la máquina y enviados a Venecia, Italia, por el Dr. Octavio Salitre, un reconocido genetista que se quita su disfraz de humano y revela que en realidad es un pulpo llamado Dave, quien se ha resentido con los pingüinos después de que lo hubieran rechazado de todos los zoológicos y acuarios del mundo.
Rico se traga la colección de globos de nieve de Dave junto con un recipiente de una sustancia verde llamada "suero de medusa", antes de que los cuatro escapen y sean perseguidos por los canales y calles de Venecia por los secuaces de Dave. Cuando están acorralados, son rescatados por un grupo de animales de una agencia de fuerzas de trabajo entre especies encubierta de élite del Ártico, llamada "The North Wind" (en España se llama "Viento norte", en Hispanoamérica se llama "La ráfaga polar") que consiste en su líder, un lobo cuyo nombre se clasifica por lo cual Skipper lo llama erróneamente "Clasificado" a lo largo de la película, una demolicionista foca arpa llamado Short Fuse ("Mecha Corta" en español), un oso polar llamado Montaña y una inteligente lechuza nival llamada Eva, de quien Kowalski se enamora instantáneamente. Su misión es ayudar a los animales que no pueden ayudarse a sí mismos y han estado luchando contra Dave para proteger a la población de pingüinos.
En su escondite, sus sistemas de comunicación son pirateados por Dave, quien revela tener un suministro enorme de suero de Medusa y que pretende capturar a los pingüinos de cada zoológico del que fue expulsado. Al ver a los pingüinos como un obstáculo para su misión, ya que no cree en sus capacidades, Clasificado duerme al grupo y lo envía a su base más remota (que está en Madagascar), pero los pingüinos despiertan en medio del viaje y escapan del avión, aterrizando en el desierto del Sahara antes de dirigirse a Shanghái, China, que confunden con Dublín, Irlanda. Al descubrir el próximo objetivo de Dave en Shanghái utilizando los globos de nieve de éste, los pingüinos se envían a la misma ubicación actual y se dirigen al zoológico. Skipper disfraza a Cabo como un pingüino con cola de sirena (una atracción turística) para distraer a Dave de su verdadero objetivo, pero Cabo es capturado con los pingüinos sirenas de Shanghái después de que la Ráfaga Polar llega para detener el plan de Dave. Los pingüinos toman el avión de alta tecnología de la Ráfaga Polar para perseguirlo, pero inadvertidamente autodestruyen la máquina. Se las arreglan para rastrear a Cabo en una base de una isla, usando un dispositivo de rastreo que se le colocó cuando Clasificado les lanzó los dardos tranquilizantes antes de enviarlos a Madagascar.
Mientras tanto, en la isla, Dave demuestra su manera de usar el suero de Medusa (muy probablemente obtenido de las plantas de la isla) para mutar genéticamente a los pingüinos en monstruos horribles usando un grillo que apareció en el encuentro de Dave y los pingüinos, como un esfuerzo para hacer que los humanos se enfaden con ellos como venganza.
Skipper y Clasificado discuten sobre los mejores medios para rescatar a los cautivos y detener a Dave, finalmente estableciendo el plan de asalto frontal de Clasificado y Skipper acepta actuar como una distracción. La Ráfaga Polar logra acorralar a Dave en su guarida solo para ser capturados por los secuaces de Dave, con Skipper y su grupo ocurre lo mismo, posteriormente son llevados con Dave, en dónde demuestra su rayo de mutación a plena potencia en Cabo, aparentemente desintegrándolo con el rayo, sin saberlo, se escapa en el último momento con un clip que se tragó antes. Cabo rescata a la Ráfaga Polar, que estaban a punto de morir gracias a que estaban sometidas a una especie de atracción macabra, después de ser rescatados, quieren reagruparse y elaborar un nuevo plan debido a la falta de equipo, pero Cabo, no queriendo dejar a nadie atrás para detener a Dave, insiste en ayudar a su equipo y a los demás pingüinos secuestrados. Mientras el submarino de Dave atraca en Nueva York con la promesa de devolver a los pingüinos que secuestró en los distintos zoológicos, usa el rayo para convertir al resto de los pingüinos en monstruos horribles. La ciudad se convierte en caos mientras los pingüinos mutados, lavados del cerebro, se vuelven locos entre la multitud humana aterrorizada. Haciendo que Skipper, Kowalski y Rico vuelvan a sus sentidos, Cabo logra robar el rayo y decide conectarse en él para devolverlos a la normalidad. Después de defenderse de Dave y sus secuaces, logran que todos los pingüinos vuelvan a la normalidad en una gran explosión. 
Cabo termina parcialmente mutado por la máquina mientras que el resto de los pingüinos vuelven a la normalidad. A pesar de su nueva y extraña apariencia, los pingüinos muestran su gratitud y el nuevo respeto por Cabo. Dave (que quedó atrapado en la explosión) se convirtió en una versión diminuta de sí mismo y está atrapado en una bola de nieve donde una niña pequeña lo admira. Finalmente viéndose como iguales, Clasificado se disculpa por no haber confiado en ellos y promete otorgarles a los pingüinos lo que quieran. Además de que Kowalski recibe un beso de Eva, los pingüinos reciben sus propias mochilas jet y luego vuelan por encima de las nubes en busca de nuevas aventuras.
En una escena a mitad de los créditos, los pingüinos regresan al circo y conectan a Mort al rayo, y lo utilizan para devolver a la normalidad a Cabo. Mort no parece mostrar ningún efecto secundario del rayo hasta que logra tragarse entero al rey Julien.

## Reparto
| Personaje                                       | Actor de voz original | Actor de doblaje     | Actor de doblaje  |
| ----------------------------------------------- | --------------------- | -------------------- | ----------------- |
| Skipper                                         | Tom McGrath           | Mario Arvizu         | Bandera de México |
| Kowalski                                        | Chris Miller          | Idzi Dutkiewicz      | Bandera de México |
| Cabo                                            | Christopher Knights   | José Antonio Macías  | Bandera de México |
| Rico                                            | Conrad Vernon         | No aplica            | No aplica         |
| Dave/Dr. Octavio Salitre                        | John Malkovich        | Carlos Alcántara     | Bandera de Perú   |
| Agente Clasificado                              | Benedict Cumberbatch  | Jey Mammón           | Bandera de México |
| Eva                                             | Annet Mahendru        | Mara Escalante       | Bandera de México |
| Montaña                                         | Peter Stormare        | Édgar Vivar          | Bandera de México |
| Mecha Corta                                     | Ken Jeong             | Stefan Kramer        | Bandera de Chile  |
| Mort                                            | Andy Richter          | José Antonio Macías  | Bandera de México |
| Rey Julien                                      | Danny Jacobs          | Mario Filio          | Bandera de México |
| Grillo                                          | Sean Charmatz         | Erick Salinas        | Bandera de México |
| Reportero en Nueva York                         | Billy Eichner         | Moisés Iván Mora     | Bandera de México |
| Niña con globo de nieve                         | Angie Wu              | Zoe Mora             | Bandera de México |
| Pingüina sirena                                 | Kelly Cooney          | Betzabe Jara         | Bandera de México |
| Voz de sistema de seguridad                     | Jeff Fischer          | ¿?                   | Bandera de México |
| Piloto                                          | Stephen Kearin        | ¿?                   | Bandera de México |
| Empleado en acuario                             | Stephen Kearin        | ¿?                   | Bandera de México |
| Anunciador del acuario en Shanghái              | Steve Alternan        | ¿?                   | Bandera de México |
| Mujer china en acuario                          | Hope Levy             | ¿?                   | Bandera de México |
| Niño chino en acuario                           | Caster Hastings       | Abdeel Silva         | Bandera de México |
| Niño en zoológico                               | Cullen McCarthy       | ¿?                   | Bandera de México |
| Niña en zoológico                               | Ava Acres             | Melissa Gutiérrez    | Bandera de México |
| Pingüino prisionero                             | Steve Apostolina      | ¿?                   | Bandera de México |
| Admirador de pingüinos en San Diego             | Al Rodrigo            | ¿?                   | Bandera de México |
| Voz de computadora en el jet de la Ráfaga Polar | Lynnanne Zager        | ¿?                   | Bandera de México |
| Pingüinas antárticas                            | Emily Nordwind        | ¿?                   | Bandera de México |
| Pingüinas antárticas                            | Hope Levy             | ¿?                   | Bandera de México |
| Pingüinas antárticas                            | Susan Fitzer          | ¿?                   | Bandera de México |
| Pingüinos antárticos                            | Chris Sanders         | ¿?                   | Bandera de México |
| Pingüinos antárticos                            | Mike Mitchell         | ¿?                   | Bandera de México |
| Pingüinos antárticos                            | Conrad Vernon         | ¿?                   | Bandera de México |
| Pingüinos antárticos                            | Walt Dohron           | ¿?                   | Bandera de México |
| Documental                                      | Werner Herzog         | Daniel del Roble     | Bandera de México |
| Narrador                                        | Werner Herzog         | Pedro D'Aguillón Jr. | Bandera de México |
| Insertos                                        | N/D                   | Daniel Cubillo       | Bandera de México |

Voces adicionales: Raúl Rodríguez, Margarita Cavero, Óscar Redondo, Laura Monedero.

## Recepción

### Recepción crítica
En el sitio web de agregación de reseñas Rotten Tomatoes , Penguins of Madagascar tiene una calificación de aprobación del 74% basada en 117 reseñas, con una calificación promedio de 6.2/10. El consenso crítico del sitio dice: "Los pingüinos de Madagascar es lo suficientemente rápida y colorida como para entretener a los niños pequeños, pero demasiado frenéticamente tonta como para ofrecer una verdadera diversión cinematográfica para toda la familia"
Matt Fowler del sitio IGN le dio a la película un 7 de diez mencionando: Los pingüinos de Madagascar de Dreamworks es una película rápida, colorida, cinética y que solo te costará un poco de cordura. Y en una escala de tolerancia, para aquellos miembros mayores de la audiencia que fueron arrastrados a verla por los miembros más jóvenes de tu clan, está salpicada de suficiente humor orientado a los adultos como para que, en algunos momentos, sea disfrutable. Todd Jorgeson
del sitio Cinemalogue es una reseña negativa de la película mencionando: "El cuarteto de pingüinos geográficamente mal ubicados fue una diversión que complació al público en sus tres apariciones anteriores en la pantalla grande (generando su propia comedia televisiva en el proceso), pero esta aventura trotamundos, completamente separada de sus predecesoras, se siente más como un intento motivado financieramente que creativamente inspirado de continuar la franquicia". Matthew Toomey del sitio web The Film Pie le dio una B- a la película mencionando que hay suficientes chistes para entretener a los adultos y que los niños no son tan exigentes así que la disfrutaran más.  Mark Kermode del sitio inglés The Guardian le dio a la película tres estrellas de cinco diciendo: "Esta versión derivada de Madagascar tiene mucho que hacer reír tanto a adultos como a niños".
Lou Lumenick del portal de noticias The New York Post le digo a la película una estrella de cinco diciendo: "Los pingüinos de Madagascar" es una colección de clichés animados, ruidosos y perezosos, plagados de TDAH, que garantizan darle dolor de cabeza a cualquier persona mayor de 5 años, incluso si no ve la película en 3-D. Patrick Dunn del portal de noticias The Detroit News le dio una C al filme mencionando: Algunas escenas de acción, como una persecución hiperactiva por los canales de Venecia, son realmente asombrosas por su ingenio visual,
Pero el concepto básico no tiene suficiente sustancia como para merecer un largometraje. 

## Home media
Los pingüinos de Madagascar salió a la venta en DVD, Blu ray y 3D el 17 de marzo de 2015 en Estados Unidos y el 31 de marzo de 2015 en México.